# Jesse F. Stallings
Jesse Francis Stallings (* 4. April 1856 nahe Manningham, Butler County, Alabama; † 18. März 1928 in Birmingham, Jefferson County, Alabama) war ein US-amerikanischer Rechtsanwalt und Politiker (Demokratische Partei).

## Werdegang
Jesse Francis Stallings schloss sein Vorbereitungsstudium ab und graduierte dann 1877 an der University of Alabama in Tuscaloosa. Er studierte dort Jura, bekam 1880 seine Zulassung als Anwalt und fing dann in Greenville (Alabama) an zu praktizieren. Dann wurde er im November 1886 zum Solicitor für den 2. Gerichtsbezirk gewählt, eine Stellung, die er bis zu seinem Rücktritt im September 1892 bekleidete. In dieser Zeit nahm er 1888 als Delegierter an der Democratic National Convention teil. Dann wurde er in 53. US-Kongress gewählt und in die drei nachfolgenden US-Kongresse wiedergewählt. Stallings entschied sich gegen eine Kandidatur für den 57. US-Kongress. Er war im US-Repräsentantenhaus vom 4. März 1893 bis zum 3. März 1901 tätig. Danach ging er in Birmingham wieder seiner Tätigkeit als Anwalt nach. Ferner war er zwischen 1912 und 1928 Präsident der Lincoln Reserve Life Insurance Co. Er wurde auf dem Elmwood Cemetery beigesetzt.